# Museu Nacional de Praga
O Museu Nacional de Praga (em checo: Národní muzeum) é um dos principais museus de Praga.
O museu é constituído por diversos edifícios. O edifício principal, de estilo neorrenacentista fica situado no fim da praça de Venceslau. Seu vestíbulo central serve também de panteão para os grandes checos.

## História
Foi fundado em 1818 como museu patriótico da Boémia (Vlastenecké muzeum v Čechách). Em 1848 toma o nome de Museu checo (České muzeum), de 1854 a 1919 o nome Museu Real checo (Muzeum Království českého). O edifício ocupado pelo museu é obra de Josef Schulz, o arquitecto do Teatro nacional de Praga, construído na mesma época (1885-1890).
Desde há 150 anos, o museu domina a praça de Venceslau e é um símbolo da cultura e da nação checa. Em Agosto de 1968, após a  Primavera de Praga, a sua fachada foi danificada pelos tiros dos tanques das unidades do Pacto de Varsóvia que havia invadido Praga e tomaram posições em volta dos estúdios da Rádio Checoslovaca, situados perto daquela zona.